# ريان رافيلوسون
ريان رافيلوسون (بالفرنسية: Rayan Raveloson) (16 يناير 1997 بفرنسا - ) هو لاعب كرة قدم فرنسي في مركز الوسط.

## روابط خارجية
- ريان رافيلوسون على موقع الدوري الأمريكي (الإنجليزية)
- ريان رافيلوسون على موقع قاعدة بيانات كرة القدم.إي يو (الإنجليزية)
- ريان رافيلوسون على موقع ليكيب (الفرنسية)
- ريان رافيلوسون على موقع ناشيونال فوتبول تيمز (الإنجليزية)
- ريان رافيلوسون على موقع Soccerway.com (الإنجليزية)
- ريان رافيلوسون على موقع عالم كرة القدم.نت (الإنجليزية)